# Mniotype adusta
Mniotype adusta là một loài bướm đêm trong họ Noctuidae.

## Hình ảnh

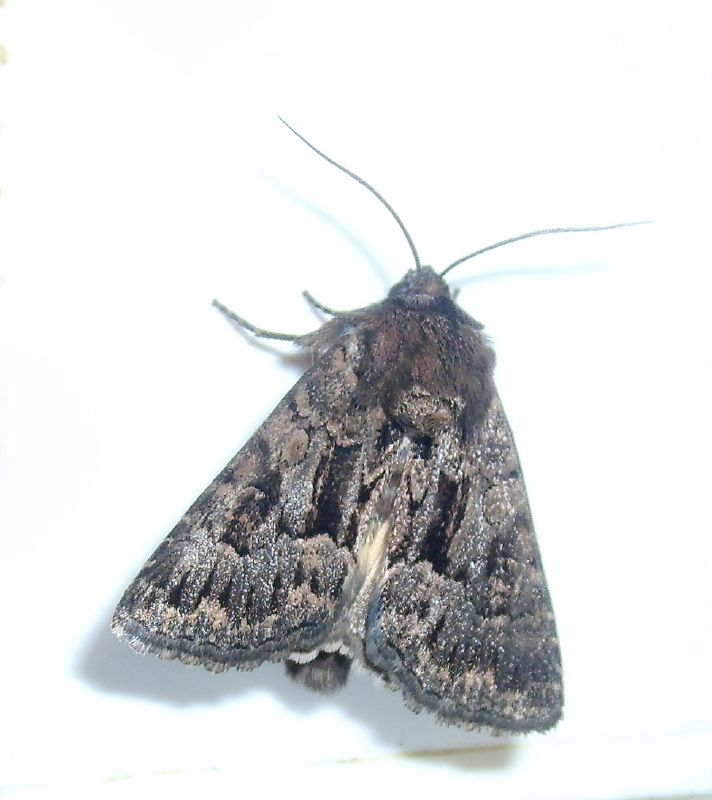
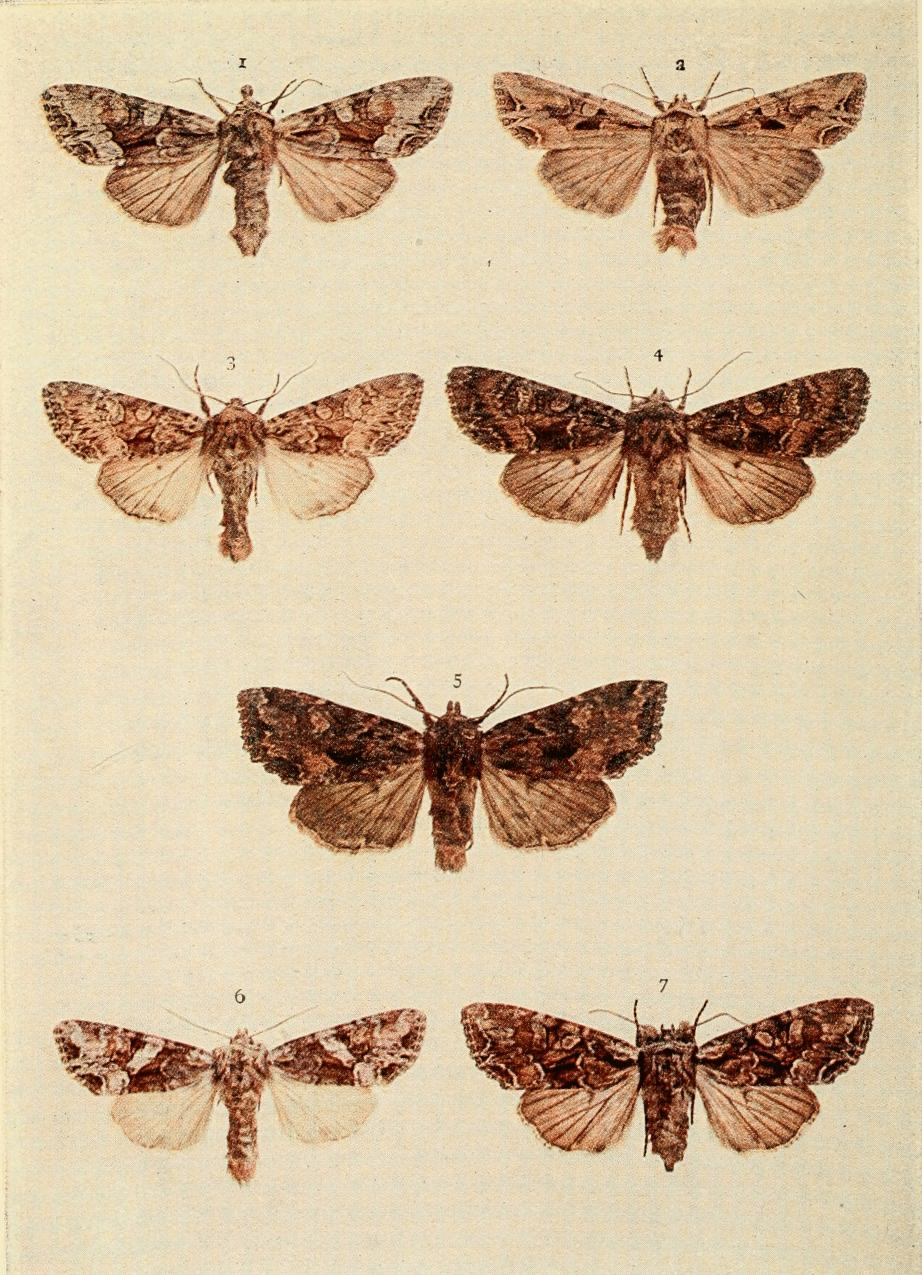